# 梅水坑站
梅水坑站位于福建省龙岩市漳平市芦芝乡涵梅村梅水坑自然村，建于1956年。距鹰潭站533公里，距厦门站161公里，距肖厝站220公里。现为五等站。客运办理旅客乘降、行李包裹托运，货运仅办理整车不怕湿货物发到。